# Club Argentino de Rugby
El Club Argentino de Rugby se fundó el 3 de marzo de 1977 por un grupo de amigos de la ciudad de Avellaneda. Hoy en día, se encuentra compitiendo en el torneo de la unión que lo nuclea, la Unión de Rugby de Buenos Aires (URBA). Tanto sus estructuras como la cantidad de integrantes crece año a año. Cabe mencionar también que dentro de este proceso de crecimiento, se encuentra enmarcada la apertura de hockey femenino, como nueva disciplina que se practica en las instalaciones del club.

## Historia
El 'Club Argentino de Rugby se fundó el 3 de marzo de 1977 con la participación de jugadores de 8 a 16 años de edad y la colaboración de los padres de estos.
La premisa que lo sustentaba era: “Desarrollar la práctica del rugby en su estilo más abierto y depurado, inculcando en los jóvenes los valores humanos que destacan a este deporte, con la exaltación de la amistad como común denominador”.
Los entrenamientos comenzaron en una plazoleta de la Av. Ramón Franco (en un espacio muy reducido). Luego se alquiló una cancha de fútbol en la Asociación Cristiana de Jóvenes de Avellaneda y finalmente en Arsenal Fútbol Club.
Cuando el equipo jugaba de local se rentaba una cancha que estaba ubicada en un predio que Vialidad Nacional poseía en Ezeiza.
Las primeras camisetas se vendían en una farmacia y la secretaria del club operaba en una pequeña oficina en el Círculo Universitario de Avellaneda.

## Actualidad
Hoy día el club cuenta con tres ascensos ganados (1987, 1997, 2022 y 2024)y su plantel superior participa en el torneo de Primera División B de la URBA.
Las categorías infantiles y juveniles se componen por todas las divisiones de M7 a M19.
Las actuales instalaciones están conformadas por dos predios: 
- Uno de 16 hectáreas en el kilómetro 43,5 de la Ruta 2 (La Plata), constituido por 4 canchas de rugby, vestuarios, confitería y un quincho de tercer tiempo.
- Otro ubicado en la Av. Eva Perón 1430 de Avellaneda, donde posee una cancha de entrenamiento, dos más en construcción para partidos oficiales de las divisiones superiores e infantiles, vestuarios, confitería y un complejo edilicio con vestuarios, gimnasio y dependencias que están siendo edificadas.

## Comisión Directiva
Periodo 2013-2015
- Presidente: RODRIGO J. REYMONDES
- Vicepresidente: CARLOS DUARTE
- Secretario: FERNANDO MEAÑOS
- Prosecretario: RICARDO M. GORDO LLOBEL (HIJO)
- Tesorero: MARCELO DAMIANI
- Protesorero: WALTER SUPPA
- Vocales Titulares: LEANDRO MIGUEL STRASCHNOY - RICARDO CASARES
- Vocales Suplentes: FABIAN PENISE - RODRIGO JUAN REYMONDES